# Мейденкрік Тауншип (округ Беркс, Пенсільванія)
Мейденкрік Тауншип (англ. Maidencreek Township) — селище (англ. township) в США, в окрузі Беркс штату Пенсільванія. Населення — 9169 осіб (2020).

## Демографія
Згідно з переписом 2010 року, у селищі мешкало 9126 осіб у 3200 домогосподарствах у складі 2565 родин. Було 3307 помешкань
Расовий склад населення:
| - 91,8 % — білих - 3,1 % — чорних або афроамериканців - 1,6 % — азіатів - 0,1 % — корінних американців - 1,4 % — осіб інших рас |

До двох чи більше рас належало 2,0 %. Частка іспаномовних становила 5,7 % від усіх жителів.
За віковим діапазоном населення розподілялося таким чином: 27,8 % — особи молодші 18 років, 61,9 % — особи у віці 18—64 років, 10,3 % — особи у віці 65 років та старші. Медіана віку мешканця становила 38,0 року. На 100 осіб жіночої статі у селищі припадало 96,4 чоловіків;  на 100 жінок у віці від 18 років та старших — 94,3 чоловіків також старших 18 років.
Середній дохід на одне домашнє господарство  становив 82 816 доларів США (медіана — 75 226), а середній дохід на одну сім'ю — 84 341 долар (медіана — 75 159). Медіана доходів становила 57 466 доларів для чоловіків та 42 900 доларів для жінок. За межею бідності перебувало 5,7 % осіб, у тому числі 9,9 % дітей у віці до 18 років та 4,3 % осіб у віці 65 років та старших.
Цивільне працевлаштоване населення становило 4961 особа. Основні галузі зайнятості: виробництво — 27,1 %, освіта, охорона здоров'я та соціальна допомога — 22,2 %, роздрібна торгівля — 9,8 %, мистецтво, розваги та відпочинок — 6,7 %.